# فرودگاه کگایان دو سولو
فرودگاه کگایان دو سولو (به انگلیسی: Cagayan de Sulu Airport) (به زبان بومی: Paliparan ng Cagayan de Sulu) یک فرودگاه با کد یاتا CDY است که یک باند فرود خاک دارد و طول باند آن ۱۶۴۶ متر است. این فرودگاه در کشور فیلیپین قرار دارد و در ارتفاع ۳۴ متری از سطح دریا واقع شده‌است.